# 국악의 향기 (텔레비전 프로그램)
국악의 향기는 2013년 10월 22일부터 2014년 5월 27일까지 방송되었던 음악 프로그램이다.

## 기획 의도
국악의 전통을 계승하면서 시대의 음악을 담은 음악 프로그램이다.

## 방송 회차
| 회차 | 방송일           | 제목 (원제)                   |
| ---- | ---------------- | ----------------------------- |
| 1    | 2013년 10월 22일 | 여류명창전                    |
| 2    | 2013년 10월 29일 | 동음동락                      |
| 3    | 2013년 11월 5일  | 올해의 수상자들               |
| 4    | 2013년 11월 12일 | 춤의 향기                     |
| 5    | 2013년 11월 19일 | 영산회상                      |
| 6    | 2013년 11월 26일 | 젊은 국악!                    |
| 7    | 2013년 12월 3일  | 겨울밤 우리음악               |
| 8    | 2013년 12월 10일 | 미리보는 KBS 국악대상         |
| 9    | 2013년 12월 17일 | 육자배기                      |
| 10   | 2013년 12월 24일 | 미지의 크리스마스 이야기      |
| 11   | 2014년 1월 7일   | 근하신년                      |
| 12   | 2014년 1월 14일  | 정악의 멋                     |
| 13   | 2014년 1월 21일  | 화용월태                      |
| 14   | 2014년 1월 28일  | 안숙선의 소리                 |
| 15   | 2014년 2월 4일   | 건양다경                      |
| 16   | 2014년 2월 11일  | 삼락                          |
| 17   | 2014년 2월 18일  | 즉흥                          |
| 18   | 2014년 2월 25일  | 봄으로 가는 소리              |
| 19   | 2014년 3월 4일   | 가야금산조전 1 성금연/김죽파  |
| 20   | 2014년 3월 11일  | 남도가락                      |
| 21   | 2014년 3월 18일  | 춘분                          |
| 22   | 2014년 3월 25일  | 동아시아, 현의 노래           |
| 23   | 2014년 4월 1일   | 가야금산조전 2, 최옥삼/강태홍 |
| 24   | 2014년 4월 8일   | 새봄, 새얼굴                  |
| 25   | 2014년 4월 15일  | 유수정의 소리                 |
| 26   | 2014년 4월 29일  | 봄의 향기                     |
| 27   | 2014년 5월 13일  | 가야금산조전 3, 김윤덕/서공철 |
| 28   | 2014년 5월 20일  | 3도 3색                       |
| 29   | 2014년 5월 27일  | 다채로운 우리 음악            |

## 같이 보기
- 국악한마당